# Gongogi
Gongogi är en kommun i Brasilien.   Den ligger i delstaten Bahia, i den östra delen av landet, 900 km öster om huvudstaden Brasília. Antalet invånare är 8 344.
Omgivningarna runt Gongogi är en mosaik av jordbruksmark och naturlig växtlighet. Runt Gongogi är det glesbefolkat, med 18 invånare per kvadratkilometer.